# Coralliodrilus kirkmani
Coralliodrilus kirkmani är en ringmaskart som beskrevs av Erséus 1990. Coralliodrilus kirkmani ingår i släktet Coralliodrilus och familjen glattmaskar. Inga underarter finns listade i Catalogue of Life.